# Earias perhuegeli
Earias perhuegeli là một loài bướm đêm thuộc họ Nolidae. Nó được tìm thấy ở miền bắc two-thirds of Úc và several islands in the South Pacific.
Sải cánh dài khoảng 20 mm.
Ấu trùng ăn Gossypium australe, Gossypium populifolium, Abutilon otocarpum, Abelmoschus ficulneus, Hibiscus trionum, Hibiscus panduriformis, Alyogyne hakeifolia và Adansonia gregorii, và are considered a pest of Gossypium hirsutum.